# Mastophora comma
Mastophora comma är en spindelart som beskrevs av Báez och Urtubey 1985. Mastophora comma ingår i släktet Mastophora och familjen hjulspindlar. Inga underarter finns listade i Catalogue of Life.